# Восток-5
«Восток-5» — пятый советский пилотируемый космический корабль из серии «Восток».

## Экипажи
- Командир корабля — Валерий Быковский.
- Дублёр — Борис Волынов.
- Резервный — Алексей Леонов

## Описание полёта
Запуск первоначально был назначен на 12 июня, но дважды переносился из-за зарегистрированной повышенной активности Солнца в стартовые дни. Одновременно с «Востоком-5» в космосе находился космический корабль «Восток-6», который пилотировала первая в мире женщина-космонавт Валентина Терешкова.
До сегодняшнего дня полёт Валерия Быковского на космическом корабле «Восток-5» остаётся самым длительным одиночным полётом (почти 5 суток).

## Дальнейшая судьба корабля
С 1968 года спускаемый аппарат корабля «Восток-5» экспонируется в музее истории космонавтики в Калуге.

## Полёт «Востока-5» в искусстве
Фрагменты записи радиопереговоров ЦУП с космическим кораблём «Восток-5» были использованы группой «Браво» в композиции «Неспящие» альбома «Евгеника», рок-группой The Gathering в 1998 году при создании композиции «How To Measure A Planet?» из одноимённого альбома. Ранее эти же фрагменты были использованы исполнителем ICE MC в композиции «Laika», которая вошла в альбом Cinema (1990) и литовской группой Biplan в песне Kosmopupos (Космонавты) с альбома Jazz`e tik merginos (В Джазе только девушки).
Кораблю «Восток-5» посвящена одноимённая композиция дуэта «Radiotrance».

## Литература

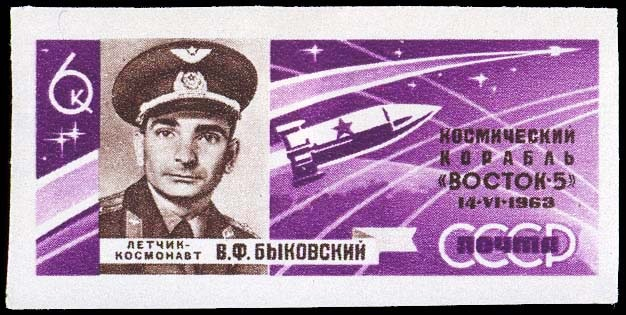
Почтовая марка СССР, 1963 год. Второй в мире групповой полёт В. Ф. Быковского и В. В. Терешковой. Валерий Быковский и пилотируемый космический корабль «Восток-5».

## Ссылки

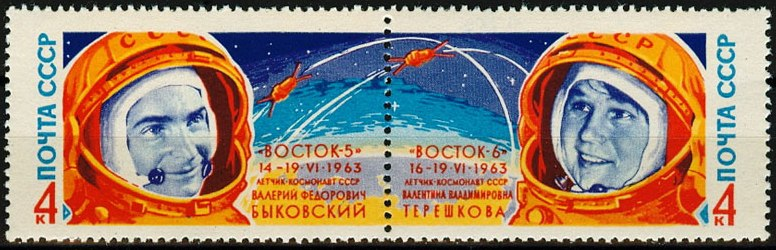
Сцепка почтовых марок СССР. 1963. Восток-5 — Валерий Фёдорович Быковский, Восток-6 — Валентина Владимировна Терешкова